# Mikhaïl Nikanorovitch Guerassimov
Mikhaïl Nikanorovitch Guerassimov (en russe : Михаи́л Никано́рович Гера́симов) (27 février 1894 - 3 juin 1962) était un officier supérieur soviétique.

## Biographie
En 1915, il s'engage dans l'armée impériale russe et participe à la Première Guerre mondiale sur le front occidental. En 1918, il est nommé lieutenant. En 1918, il rejoint l'armée rouge et participe à la guerre civile russe. En 1919, il participa à des batailles contre les troupes du général Nikolaï Ioudenitch près de Petrograd et de Pskov. En 1921, il participe à la guerre soviéto-polonaise, il participe au siège de Brest (Biélorussie) et de Varsovie.
En 1922, il est diplômé de l'Académie militaire Frounze. En 1922, il est commandant adjoint de la 5e division d'infanterie. En octobre 1923, il est commandant de la 33e division d'infanterie. En janvier 1930, il devient inspecteur de la formation physique de l'Armée rouge. En novembre 1935, il commande la 2e division d'infanterie. En avril 1936, il commande le département de formation au combat de l'Armée rouge. Le 4 juin 1940, il est nommé lieutenant-général. En juillet 1940, il commande le 19e corps d'infanterie dans le district militaire de Léningrad,.
Durant la Grande Guerre patriotique, il est commandant de la 23e armée soviétique. Celle-ci est attaquée le 16 juillet 1941 par les troupes finlandaises dans l'isthme de Carélie entre les lacs Ladoga et Onega afin d'isoler Léningrad, dans le cadre de l'opération Barbarossa.
En août, les combats sont violents et les Russes défendent pied à pied leurs positions. L'avance des troupes finlandaises est lente, mais l'armée Soviétique se retrouve dans une situation difficile dans les secteurs de Sortavala et Priozersk. Acculées au lac Ladoga, celles-ci continuent tout de même de se battre. Pendant cette résistance, les Soviétiques en profitent pour consolider le secteur de Carélie sur l'ancienne frontière séparant l'URSS et la Finlande avant la guerre d'hiver.
Du 16 août au 5 octobre 1944, il commande de la 3e armée de choc sur le front de la Baltique. L'armée participe aux opérations offensives à Riga dont la Poche de Courlande. 
En octobre 1944 , il est nommé inspecteur en chef de l'infanterie de l'Armée rouge et prend sa retraite en 1953. Il décède à Moscou le 3 juin 1962.